# Кладка (яєць)

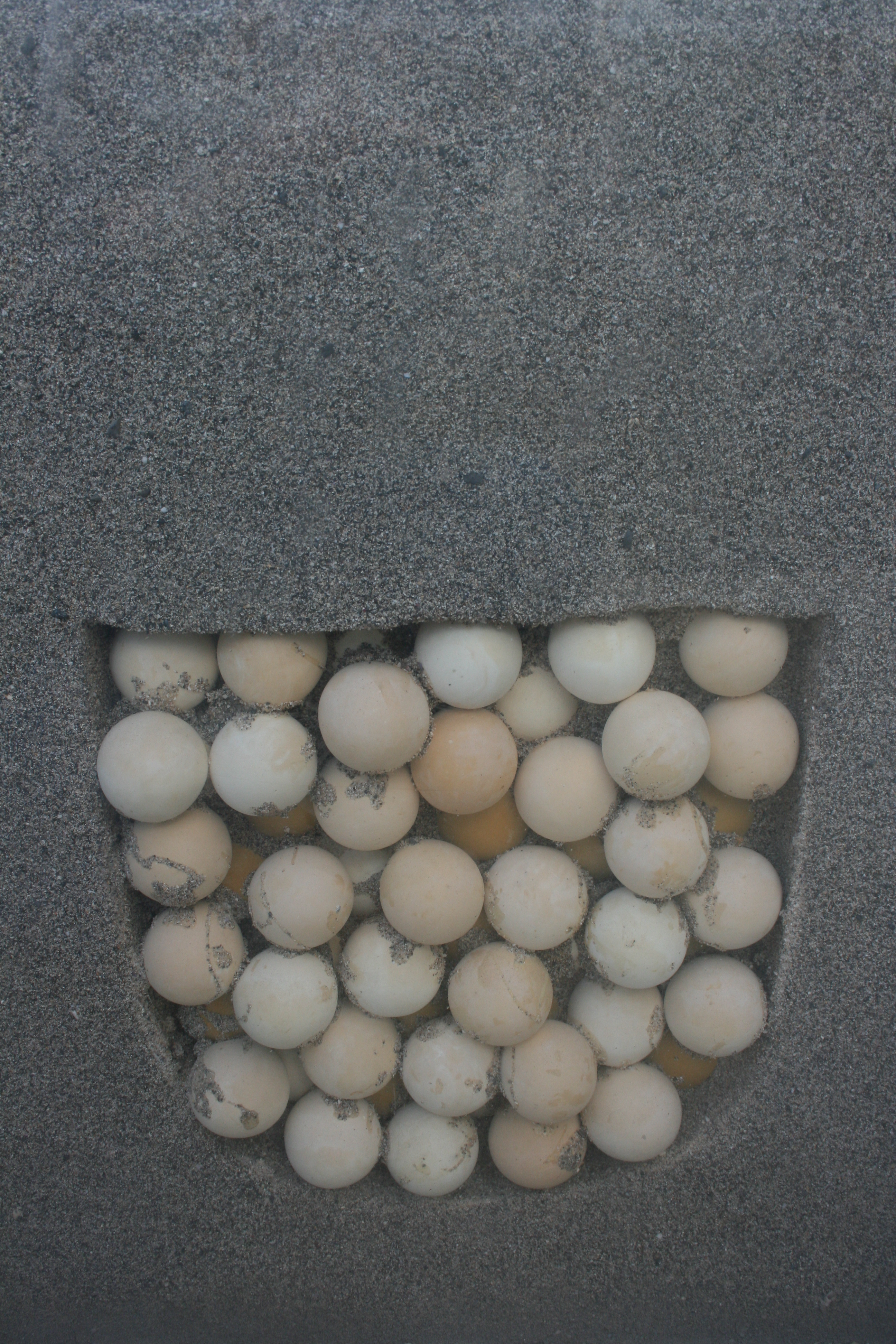
Кладка морської черепахи

Кладка яєць - це сукупність яєць, відкладених птахами, земноводними або плазунами, часто в один і той же час, зокрема тих, що відкладені у спеціально зробленому для цього гнізді .
У птахів знищення кладки хижаками (або вилучення людиною, наприклад, як у програмі розведення кондорів у Каліфорнії) призводить до повторної кладки. Ця методика використовується для подвоєння відкладання яєць виду, у випадку каліфорнійського кондора, зокрема для збільшення чисельності популяції.

## Розмір
Розмір кладки сильно варіює залежно від виду, іноді навіть у межах одного роду. Він також може відрізнятися в межах одного виду через багато факторів, включаючи середовище проживання, здоров'я, харчування, вплив хижацтва та пору року. Варіації розміру кладки можуть також відображати зміни в оптимальному зусиллі відтворення. У птахів розмір кладки може різнитися в межах виду через різні особливості (вік та стан здоров’я самки, що несе яйця, здатність самця забезпечувати їжу та велика кількість здобичі), тоді як деякі види мають стабільну яйцекладність, відкладаючи видоспецифічну кількість яєць. Довговічні види, як правило, мають менші розміри кладки, ніж види з коротким життєвим циклом (див. також теорію відбору r/K). Еволюція оптимального розміру кладки обумовлена також іншими факторами, такими як конфлікт між батьками та нащадками.
У птахів орнітолог Девід Лак провів багато досліджень щодо регулювання розміру кладки. Щодо видів з більш беззахисними пташенятами, він висловив думку, що оптимальний розмір кладки визначається кількістю молодняку, який батьки могли вигодувати до самостійності. У птахів, пташенята яких вилуплюються вже досить зрілими, Лак зазначав, що розмір кладки визначався поживними речовинами, доступними для самок, які несуть яйця. Експериментальне дослідження казарки чорної (Branta bernicla), які рідко відкладають більше 5 яєць, виявлено, що ймовірність успішного виживання від яйця до молодого гусеняти зменшилася з 0,81 для кладок з двох яєць до 0,50 для кладок із сімох яєць, в той час як період гніздування збільшувався із збільшенням кількості відкладених яєць. Це свідчить про те, що для самиці казарки чорної невигідно відкладати більше п'ятьох яєць. 

## Галерея

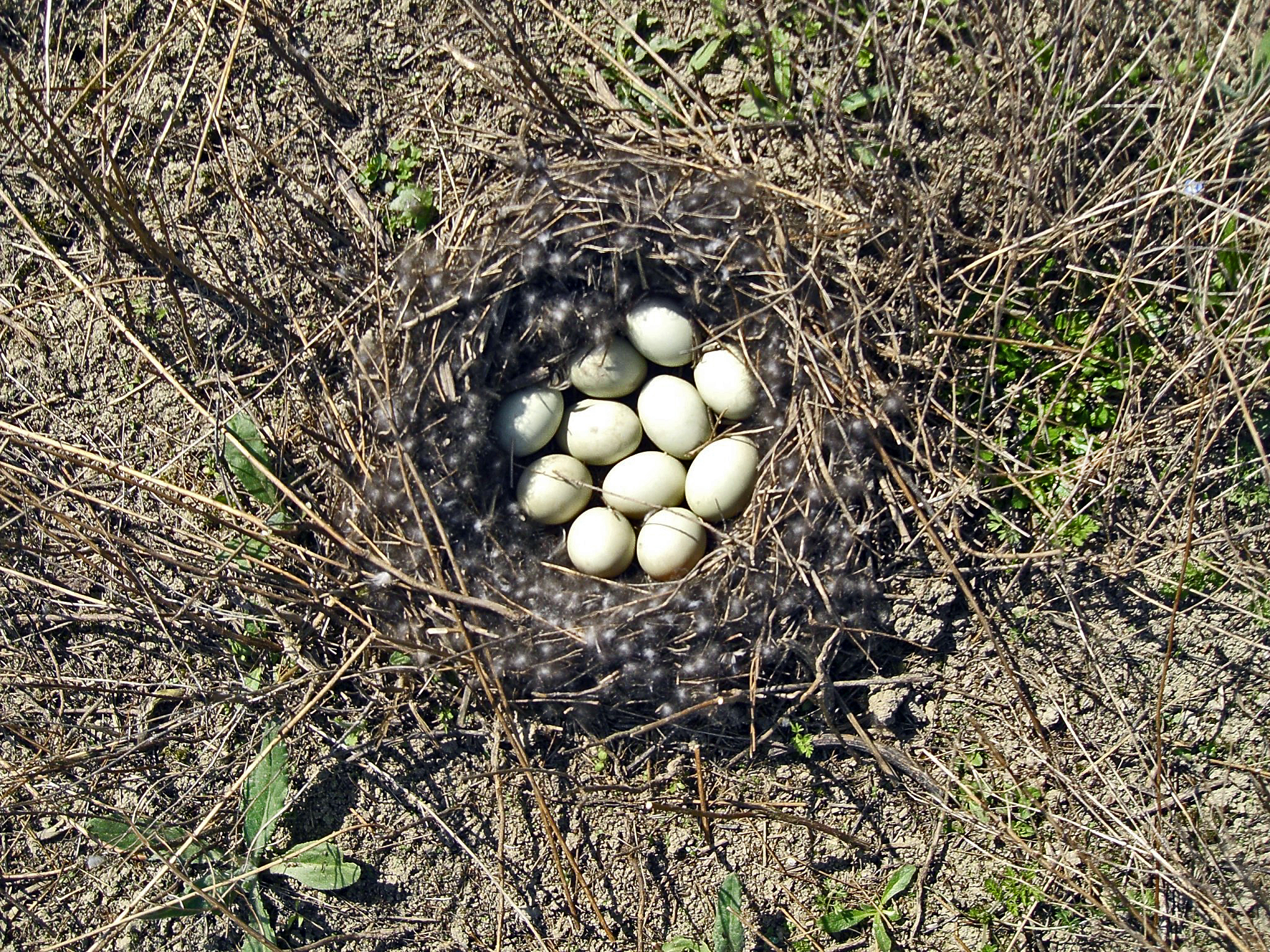
Крижень (Anas platyrhynchos), дуже велика кладка або, можливо, від двох самок
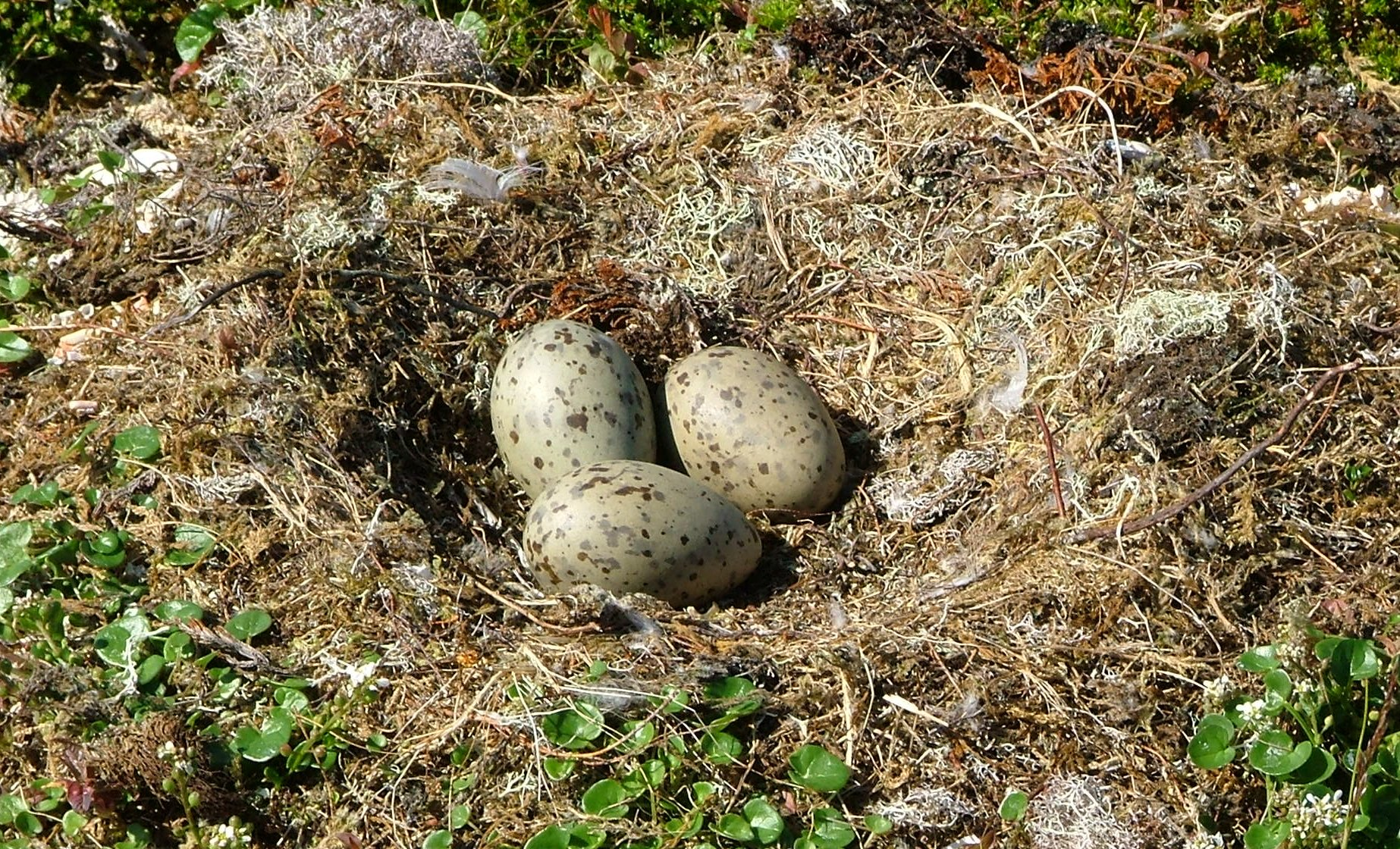
Мартин морський ( Larus marinus ), невелика кладка
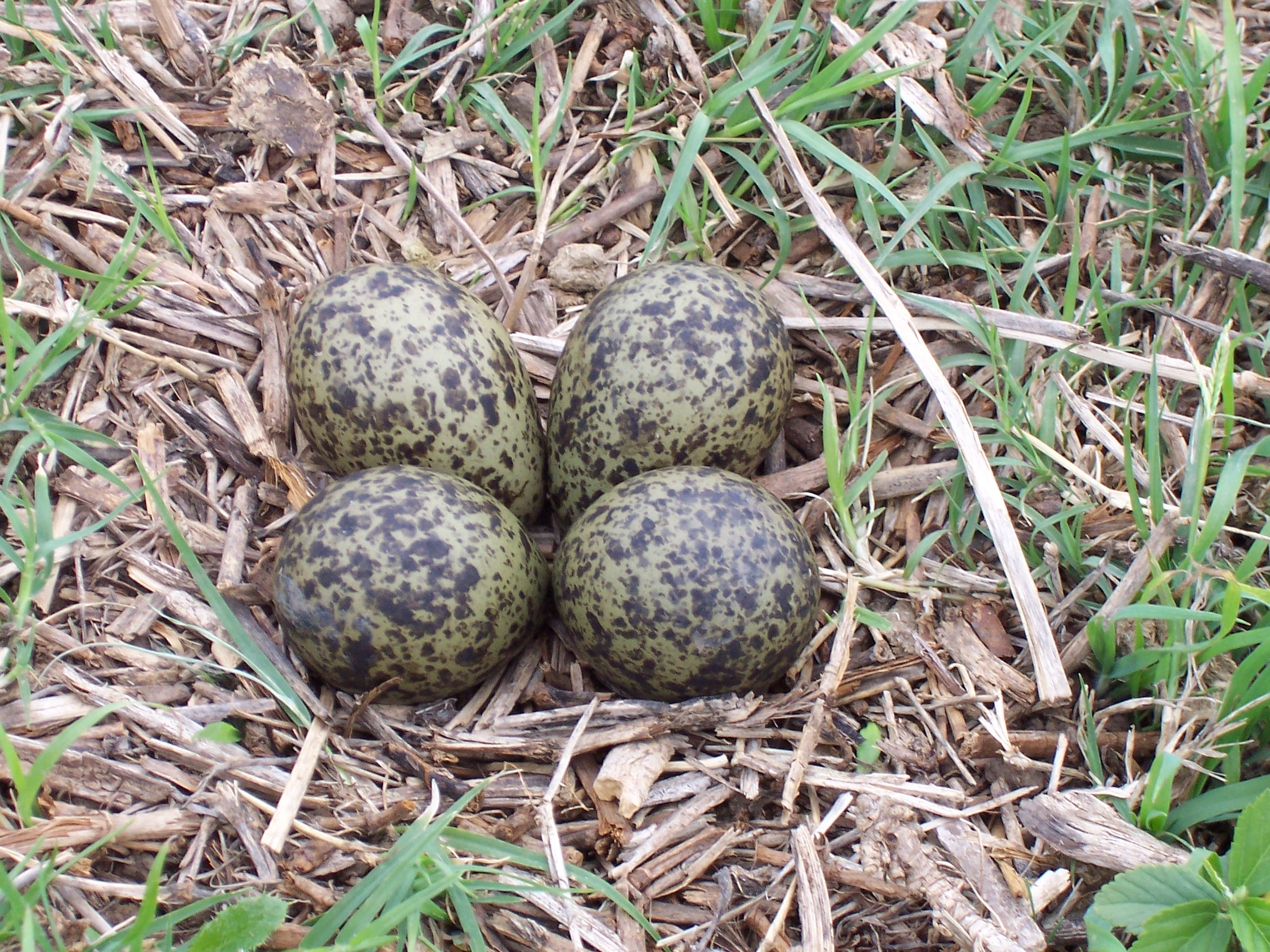
Чайка білошия (Vanellus miles), типова кладка
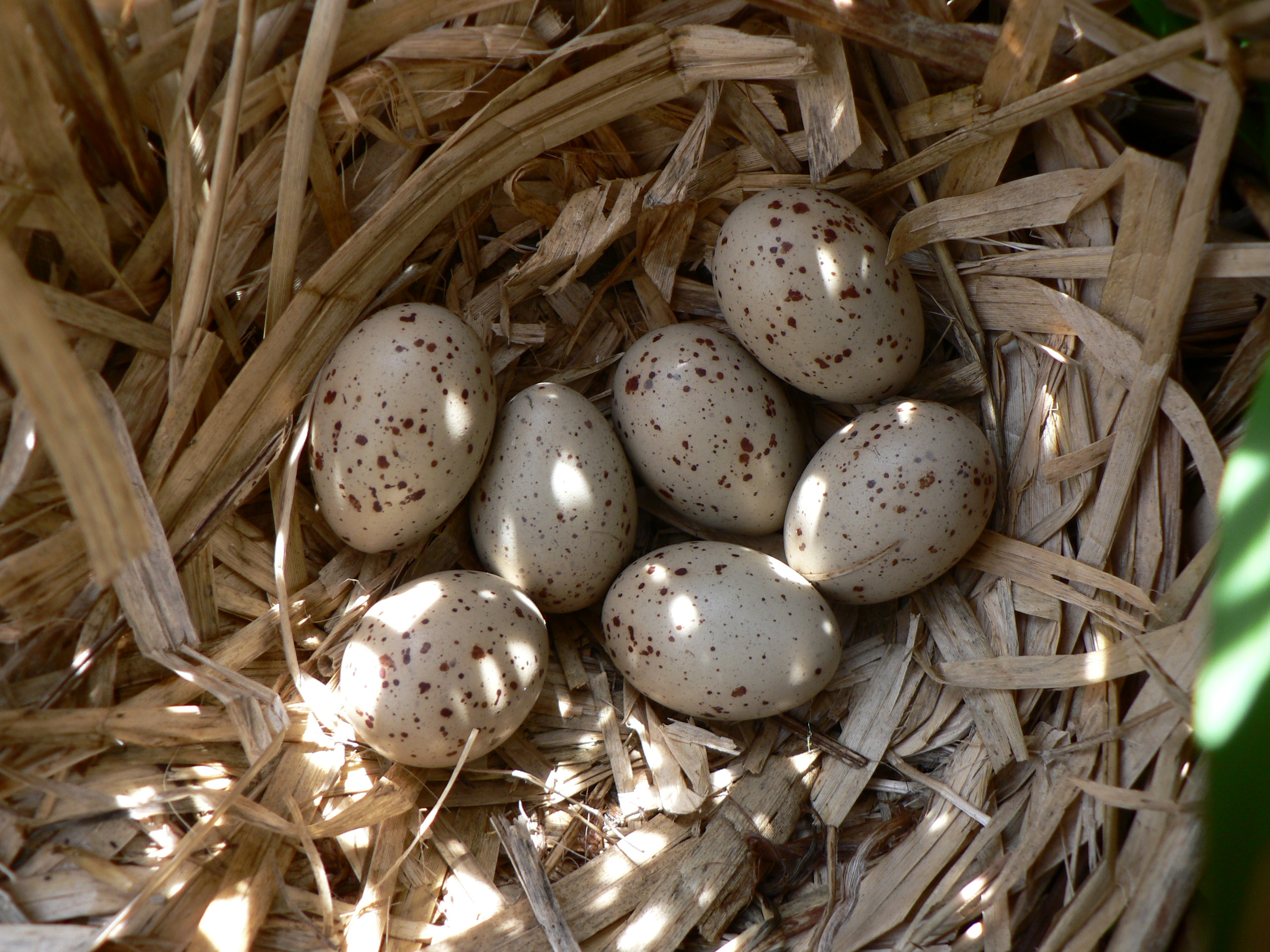
Курочка водяна (Gallinula chloropus), кладка невелика
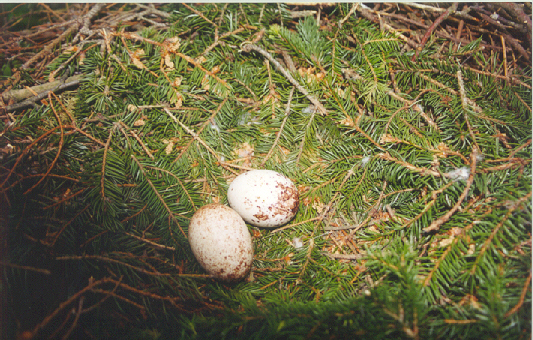
Підорлик малий (Aquila pomarina), типова кладка
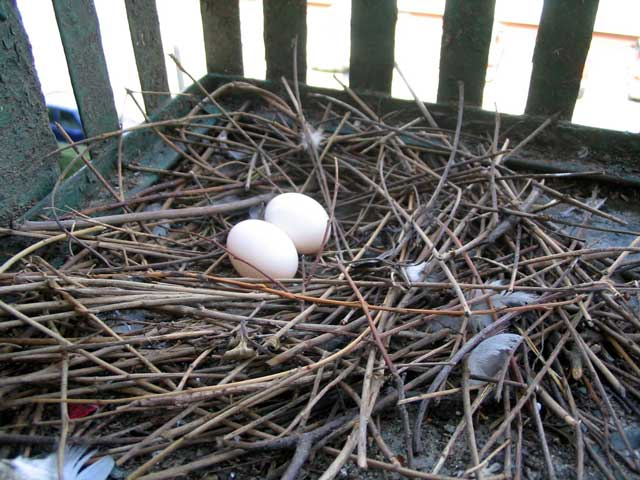
Домашній голуб сизий (Columba livia domestica), типова кладка
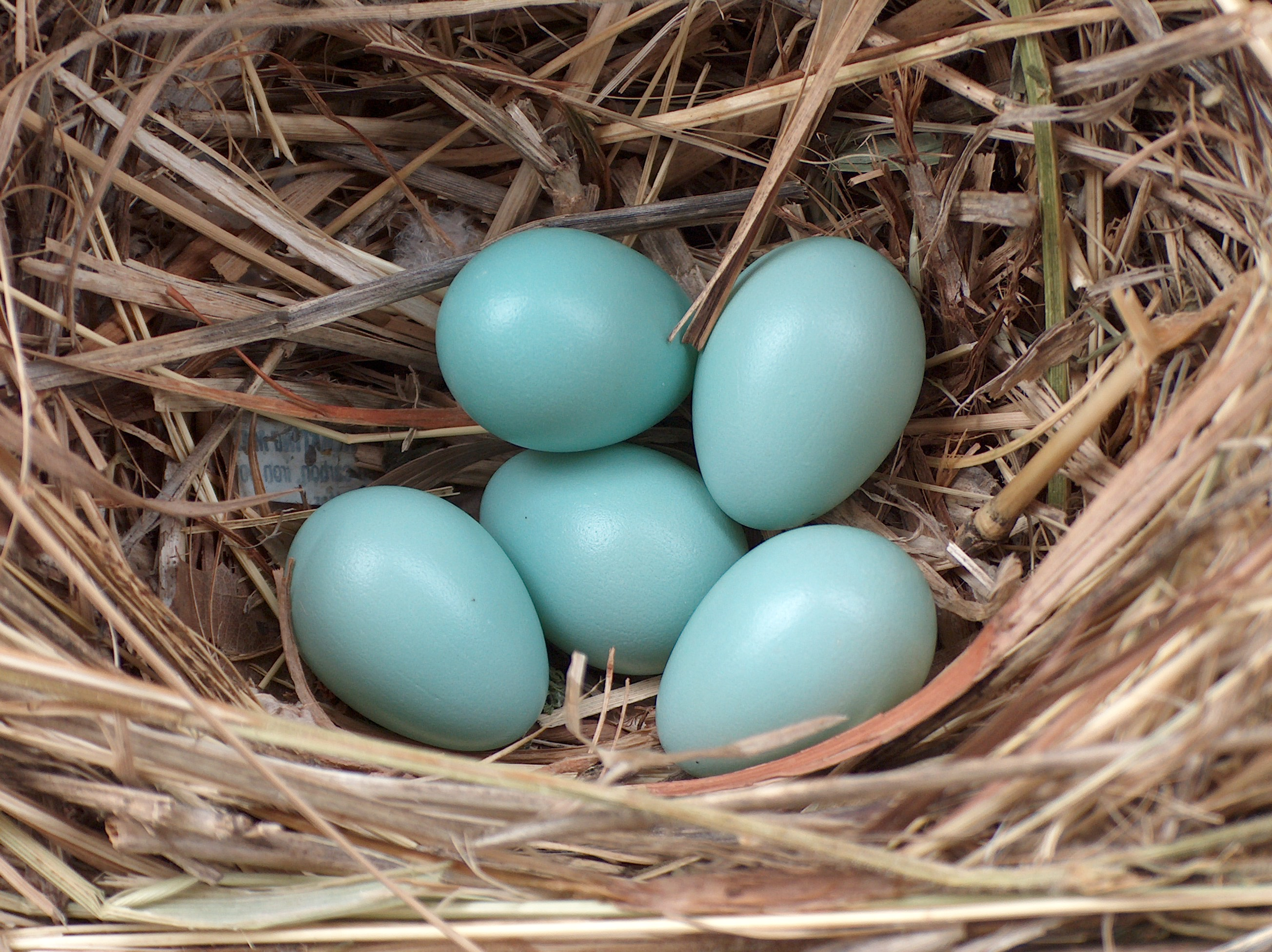
Шпак звичайний (Sturnus vulgaris), типовий кладка
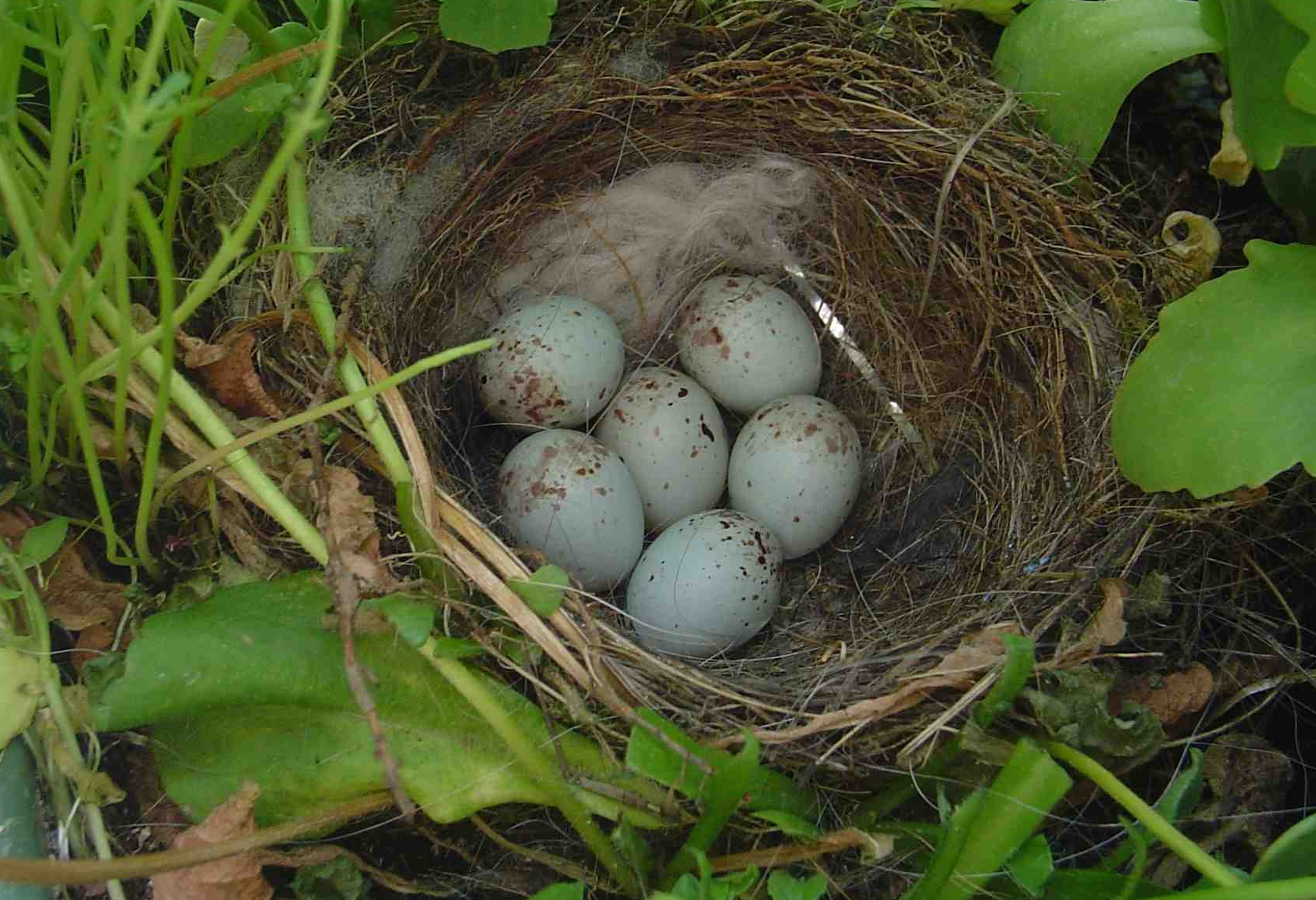
Щиглик (Carduelis carduelis), велика кладка
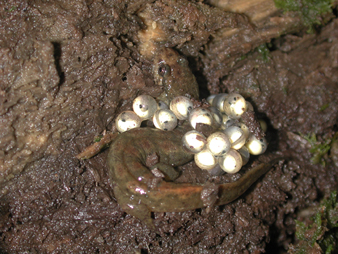
Темна саламандра північна (Desmognathus fuscus), типова кладка яєць